# Red Bull RB10
La Red Bull RB10 è una vettura da Formula 1 realizzata dalla Red Bull Racing per partecipare al campionato mondiale di Formula 1 2014.
La vettura è stata presentata il 28 gennaio 2014 presso il circuito di Jerez de la Frontera, in Spagna.

## Livrea e sponsor
La vettura presenta la stessa livrea della stagione precedente: blu e viola con inserti gialli e strisce azzurre, rosse e grigie. Nella vettura spicca il toro rosso simbolo della Red Bull, il principale sponsor della scuderia. Cambia anche il font del numero di gara ora più tondeggiato e schiacciato.

## Piloti
| Piloti ufficiali      | Piloti ufficiali       | Piloti ufficiali       |
| Nazione               | Nome                   | Numero                 |
| --------------------- | ---------------------- | ---------------------- |
| Germania (bandiera)   | Sebastian Vettel       | 1                      |
| Australia (bandiera)  | Daniel Ricciardo       | 3                      |
| Collaudatori          |                        |                        |
| Nazione               | Nome                   | Nome                   |
| Svizzera (bandiera)   | Sébastien Buemi        | Sébastien Buemi        |
| Portogallo (bandiera) | António Félix da Costa | António Félix da Costa |

## Stagione
Nei test invernali la monoposto ebbe molti problemi di affidabilità, in buona parte legati all'unità propulsiva Renault. Per tutta la durata delle prove Ricciardo e Vettel faticarono ad accumulare un numero significativo di chilometri, venendo più volte fermati da guasti.
La casa francese, però, risolse gradualmente i problemi e nell'inaugurale Gran Premio d'Australia la RB10 si dimostrò la seconda vettura più competitiva, pur distante dalla Mercedes F1 W05 Hybrid. La prestazione di Vettel fu compromessa da problemi di affidabilità, che lo costrinsero al ritiro dopo poche tornate, ma il compagno di squadra Ricciardo tagliò il traguardo in seconda posizione, venendo poi squalificato per aver montato un flussometro diverso da quello fornito dalla FIA.
Nel Gran Premio della Malesia fu Ricciardo a ritirarsi, mentre Vettel concluse a podio. Il pilota australiano si rifece in Spagna Gran Premio della Spagna e a Monaco Gran Premio di Monaco, dove colse due terzi posti, conquistando poi la prima vittoria in carriera nel Gran Premio del Canada, con Vettel terzo. Con questa vittoria Ricciardo interruppe il dominio della Mercedes, che fino a quel momento aveva vinto tutte le gare in programma.
Nelle gare successive la Red Bull rafforzò il proprio ruolo di seconda forza nel mondiale, confermato da altre due vittorie di Ricciardo in Ungheria e in Belgio.

## Risultati in Formula 1
| Anno | Team            | Motore  | Gomme | Piloti    |     |     |   |   |   |     |   |     |   |   |   |   |   |   |   |   |   |     |   | Punti | Pos. |
| ---- | --------------- | ------- | ----- | --------- | --- | --- | - | - | - | --- | - | --- | - | - | - | - | - | - | - | - | - | --- | - | ----- | ---- |
| 2014 | Red Bull Racing | Renault | P     | Vettel    | Rit | 3   | 6 | 5 | 4 | Rit | 3 | Rit | 5 | 4 | 7 | 5 | 6 | 2 | 3 | 8 | 7 | 5   | 8 | 405   | 2º   |
| 2014 | Red Bull Racing | Renault | P     | Ricciardo | SQ  | Rit | 4 | 4 | 3 | 3   | 1 | 8   | 3 | 6 | 1 | 1 | 5 | 3 | 4 | 7 | 3 | Rit | 4 | 405   | 2º   |